# Laval-sur-Vologne
Laval-sur-Vologne és un municipi francès, situat al departament dels Vosges i a la regió del Gran Est. L'any 2007 tenia 627 habitants.

## Demografia

### Població
El 2007 la població de fet de Laval-sur-Vologne era de 627 persones. Hi havia 252 famílies, de les quals 68 eren unipersonals (28 homes vivint sols i 40 dones vivint soles), 80 parelles sense fills, 88 parelles amb fills i 16 famílies monoparentals amb fills.
La població ha evolucionat segons el següent gràfic:
Habitants censats

### Habitatges
El 2007 hi havia 273 habitatges, 256 eren l'habitatge principal de la família, 8 eren segones residències i 8 estaven desocupats. 203 eren cases i 68 eren apartaments. Dels 256 habitatges principals, 171 estaven ocupats pels seus propietaris, 79 estaven llogats i ocupats pels llogaters i 6 estaven cedits a títol gratuït; 19 tenien dues cambres, 39 en tenien tres, 60 en tenien quatre i 139 en tenien cinc o més. 216 habitatges disposaven pel capbaix d'una plaça de pàrquing. A 127 habitatges hi havia un automòbil i a 107 n'hi havia dos o més.

### Piràmide de població
La piràmide de població per edats i sexe el 2009 era:
| Homes | Edats   | Dones |
| ----- | ------- | ----- |
| 0     | 95 o +  | 0     |
| 0     | 90 a 94 | 0     |
| 0     | 85 a 89 | 0     |
| 0     | 80 a 84 | 8     |
| 4     | 75 a 79 | 4     |
| 4     | 70 a 74 | 8     |
| 24    | 65 a 69 | 16    |
| 16    | 60 a 64 | 24    |
| 8     | 55 a 59 | 12    |
| 40    | 50 a 54 | 24    |
| 16    | 45 a 49 | 28    |
| 20    | 40 a 44 | 16    |
| 12    | 35 a 39 | 20    |
| 28    | 30 a 34 | 40    |
| 36    | 25 a 29 | 8     |
| 20    | 20 a 24 | 8     |
| 48    | 15 a 19 | 16    |
| 12    | 10 a 14 | 24    |
| 36    | 5 a 9   | 24    |
| 28    | 0 a 4   | 16    |

## Economia
El 2007 la població en edat de treballar era de 405 persones, 286 eren actives i 119 eren inactives. De les 286 persones actives 266 estaven ocupades (145 homes i 121 dones) i 20 estaven aturades (6 homes i 14 dones). De les 119 persones inactives 47 estaven jubilades, 27 estaven estudiant i 45 estaven classificades com a «altres inactius».

### Ingressos
El 2009 a Laval-sur-Vologne hi havia 258 unitats fiscals que integraven 634 persones, la mediana anual d'ingressos fiscals per persona era de 16.554,5 €.

### Activitats econòmiques
Dels 21 establiments que hi havia el 2007, 1 era d'una empresa extractiva, 4 d'empreses de fabricació d'altres productes industrials, 4 d'empreses de construcció, 6 d'empreses de comerç i reparació d'automòbils, 2 d'empreses d'hostatgeria i restauració, 1 d'una empresa d'informació i comunicació, 2 d'empreses financeres i 1 d'una empresa classificada com a «altres activitats de serveis».
Dels 8 establiments de servei als particulars que hi havia el 2009, 2 eren tallers de reparació d'automòbils i de material agrícola, 1 paleta, 1 guixaire pintor, 2 fusteries i 2 restaurants.
L'únic establiment comercial que hi havia el 2009 era una sabateria.
L'any 2000 a Laval-sur-Vologne hi havia 9 explotacions agrícoles que ocupaven un total de 296 hectàrees.

## Equipaments sanitaris i escolars
El 2009 hi havia una escola elemental.

## Poblacions més properes
El següent diagrama mostra les poblacions més properes.